# توشیهارو ساتو
توشیهارو ساتو (انگلیسی: Toshiharu Sato؛ زادهٔ ۱۹ مارس ۱۹۶۹) ژیمناست هنری اهل ژاپن بود.